# (30804) 1989 TO14
(30804) 1989 TO14 là một tiểu hành tinh vành đai chính. Nó được phát hiện bởi Henri Debehogne ở Đài thiên văn La Silla ở Chile ngày 2 tháng 10 năm 1989.